# Södra Ljunga församling
Södra Ljunga församling är en församling i Allbo-Sunnerbo kontrakt i Växjö stift och i Ljungby kommun i Kronobergs län. Församlingen utgör ett eget pastorat.
Församlingskyrkor är Hamneda kyrka, Nöttja kyrka, Kånna kyrka och Södra Ljunga kyrka.

## Administrativ historik
Församlingen har medeltida ursprung. Före den 1 januari 1886 (ändring enligt beslut den 17 april 1885) var namnet Ljunga församling.
Församlingen utgjorde under medeltiden ett eget pastorat och var därefter från 1500-talet moderförsamling i pastoratet Ljunga (från 1885 benämnt Södra Ljunga) och Hamneda som från 1962 också innefattade Kånna församling och från 1992 Nöttja församling.Församlingen utökades 2006 med Hamneda, Kånna och Nöttja församlingar, utgörande ett eget pastorat.